# Giordano De Plano
Giordano De Plano (Roma, 31 marzo 1973) è un attore italiano.

## Biografia
Attore di teatro e cinema, prende parte a numerose fiction televisive, in modo particolare dal 2010 al 2015 è uno dei protagonisti con il ruolo del poliziotto Sandro Pietrangeli in sei stagioni della serie TV di Canale 5 Squadra antimafia. È molto attivo anche al cinema, tra i film in cui ha recitato: Gente di Roma (2003), regia di Ettore Scola; I demoni di San Pietroburgo (2008), diretto da Giuliano Montaldo e Good Morning Aman (2009), regia di Claudio Noce.

## Filmografia

### Cinema
- Paz!, regia di Renato De Maria (2002)
- Sei come sei, regia di Massimo Cappelli e Luca Lucini (2002)
- Gente di Roma, regia di Ettore Scola (2003)
- I demoni di San Pietroburgo, regia di Giuliano Montaldo (2008)
- Good Morning Aman, regia di Claudio Noce (2009)
- I soliti idioti - Il film, regia di Enrico Lando (2011)
- Il cane russo, regia di Paolo Congi e Claudio Fratticci (2012)
- Senza nessuna pietà, regia di Michele Alhaique (2014)
- La solita commedia - Inferno, regia di Fabrizio Biggio, Francesco Mandelli e Martino Ferro (2015)
- Senza lasciare traccia, regia di Gianclaudio Cappai (2016)
- La terra dell'abbastanza, regia di Damiano e Fabio D'Innocenzo (2018)
- Bene ma non benissimo, regia di Francesco Mandelli (2018)
- A Tor Bella Monaca non piove mai, regia di Marco Bocci (2019)
- Padrenostro, regia di Claudio Noce (2020)
- Il giorno e la notte, regia di Daniele Vicari (2021)
- Notti in bianco, baci a colazione, regia di Francesco Mandelli (2021)
- Ipersonnia, regia di Alberto Mascia (2022)
- Doppio passo, regia di Lorenzo Borghini (2023)
- I soliti idioti 3 - Il ritorno, regia di Francesco Mandelli, Fabrizio Biggio e Martino Ferro (2024)
- Una storia nera, regia di Leonardo D'Agostini (2024)

### Televisione
- Linda e il brigadiere – serie TV, episodio 3x02 (2000)
- La omicidi – serie TV (2004)
- Cefalonia, regia di Riccardo Milani – miniserie TV (2005)
- La signora delle camelie, regia di Lodovico Gasparini – film TV (2005)
- R.I.S. - Delitti imperfetti – serie TV, episodio 2x11 (2006)
- Crimini – serie TV, episodio 1x07 (2007)
- I liceali – serie TV, episodio 1x02 (2008)
- Intelligence - Servizi & segreti – serie TV (2009)
- R.I.S. Roma - Delitti imperfetti – serie TV, episodio 1x07 (2010)
- Squadra antimafia – serie TV, 48 episodi (2010-2015)
- Fuoco amico TF45 - Eroe per amore – serie TV (2016)
- Non uccidere – serie TV, episodi 2x23-2x24 (2018)
- Il silenzio dell'acqua – serie TV (2019)
- Rosy Abate - La serie – serie TV, episodi 2x03-2x05 (2019)
- Il processo – serie TV (2019)
- Liberi tutti – serie TV (2019)
- Io ti cercherò – serie TV (2020)
- Zero – serie TV, 3 episodi (2021)
- Christian – serie TV, 9 episodi (2022-2023)
- Miss Fallaci – serie TV (2025)